# Hieracium ochthophilum
Hieracium ochthophilum es una especie de planta con flor del género Hieracium, de la familia Asteraceae, orden Asterales.

## Distribución
Hieracium ochthophilum se distribuye por Escocia.

## Taxonomía
Fue descrita científicamente por P. D. Sell.